# لوتشيانو فانسينزونا
لوتشيانو فانسينزونا (بالإيطالية: Luciano Vincenzoni)‏ (و. 1926 – 2013 م) هو كاتب سيناريو إيطالي، ولد في تريفيزو، توفي في روما، عن عمر يناهز 87 عاماً.

## وصلات خارجية
- لوتشيانو فانسينزونا على موقع IMDb (الإنجليزية)
- لوتشيانو فانسينزونا على موقع قاعدة بيانات الأفلام العربية
- لوتشيانو فانسينزونا على موقع ألو سيني (الفرنسية)
- لوتشيانو فانسينزونا على موقع أول موفي (الإنجليزية)
- لوتشيانو فانسينزونا على موقع قاعدة بيانات الأفلام السويدية (السويدية)
- لوتشيانو فانسينزونا على موقع قاعدة بيانات الفيلم (الإنجليزية)
- لوتشيانو فانسينزونا على موقع كينوبويسك (الروسية)